# Corsiniaceae
Corsiniaceae é uma família de hepáticas pertencentes à ordem Marchantiales, classe Marchantiopsida.

## Géneros
- Corsinia
- Cronisia